# GWA Tennis Classic 1984
Il GWA Tennis Classic 1984 è stato un torneo di tennis giocato sul sintetico indoor. Il torneo si è giocato a Brisbane in Australia dal 1° al 7 ottobre 1984.

## Campioni

### Singolare maschile
Eliot Teltscher ha battuto in finale  Francisco González con il punteggio di 3–6 6–3 6–4

### Doppio maschile
Francisco González /  Matt Mitchell hanno battuto in finale  Broderick Dyke /  Wally Masur con il punteggio di 6–7, 6–2, 7–5